# Тимберон (Њу Мексико)
Тимберон (енгл. Timberon) насељено је место без административног статуса у америчкој савезној држави Њу Мексико.

## Демографија
По попису из 2010. године број становника је 348, што је 39 (12,6%) становника више него 2000. године.
| Група             | 2000.       | 2010.       |
| Белци             | 264 (85,4%) | 285 (81,9%) |
| Афроамериканци    | 0 (0,0%)    | 0 (0,0%)    |
| Азијати           | 1 (0,3%)    | 3 (0,9%)    |
| Хиспаноамериканци | 39 (12,6%)  | 53 (15,2%)  |
| Укупно            | 309         | 348         |